# Béla
Béla é uma cantora nascida no Canadá, filha de portugueses. Ganhou o prémio "John Lennon Songwriting" com o single "Do You Care?", o mesmo single com que surge no mercado musical português, na banda sonora da série de televisão Morangos com Açúcar, no entanto, é com a cover de "Don't Cry"  dos Guns n' Roses que Béla alcança algum sucesso em Portugal.
Em entrevista ao Myspace Portugal, Béla diz que algumas das músicas do seu álbum de estreia …The Death Of Gypsy X, foram escritas em Portugal, referindo ainda a importância de Portugal na sua música.

## Discografia
- 2007- …The Death Of Gypsy X[3]